# Bathyphantes setiger
Bathyphantes setiger là một loài nhện trong họ Linyphiidae. Chúng được Frederick Octavius Pickard-Cambridge miêu tả năm 1894.